# E! (Canada)
Pour l’article homonyme, voir Entertainment Television.
E! est une chaîne de télévision canadienne lancée le 10 septembre 1999 et appartenant à Bell Media. C'est une chaîne dérivée de la chaîne américaine E! utilisée sous licence de NBCUniversal, dédiée au monde du show-business.

## Histoire
En septembre 1996, CHUM Limited obtient une licence de diffusion pour le service Star-TV, et la chaîne a été lancée en septembre 1999 sous le nom Star! et diffusait des émissions de la chaîne E! et produisait des émissions originales pour le public canadien.
En juillet 2006, CTVglobemedia annonce son intention de faire l'acquisition de a fait l'acquisition de CHUM Limited, incluant Star!, dont la transation a été approuvée le 8 juin 2007. Pendant ce temps, Canwest annonce en avril 2007 avoir signé une entente avec NBCUniversal afin de renommer ses stations CH pour E! ainsi que l'acquisition de ses émissions à partir de l'automne 2007, laissant Star! sans source de programmation.
Faisant face à des problèmes budgétaires, Canwest délaisse et vend ses stations E! à la fin août 2009. C'est le 1er novembre 2010 que CTVglobemedia annonce avoir repris son contrat avec NBCUniversal, changeant de nom pour E! à compter du 29 novembre 2010.
Bell Canada a fait l'acquisition de CTVglobemedia le 1er avril 2011 et a renommé la compagnie pour Bell Media.

## Identification visuelle

Ancien logo de Star! (2004-2010)
Ancien logo de E! (2010-2012)